# Umayyaden

Das Reich der Umayyaden in seiner größten Ausdehnung (ca. 750)

Die Umayyaden oder Omajjaden (arabisch بنو أمية banū Umayya oder الأمويون, DMG al-Umawiyyūn) – auch Omayyaden, Omaijaden, Omajaden, Omejjaden und Umajjaden – waren ein Familienclan des arabischen Stammes der Quraisch aus Mekka, des Stammes, dem auch der Religionsgründer Mohammed entstammte. Angehörige der Familie herrschten von circa 661 bis 750 n. Chr. als Kalifen (Bezeichnung auch: Umayyaden-Kalifat) von Damaskus aus über das damals noch junge islamische Imperium (siehe auch Liste der Kalifen) und begründeten damit die erste dynastische Herrscherfolge der islamischen Geschichte (siehe Zeittafel islamischer Dynastien). Zuvor herrschte aus der Familie der Umayyaden der dritte Kalif Uthman ibn Affan. Bei den Umayyaden von Damaskus wird zwischen zwei Linien unterschieden, den Sufyāniden, die sich auf Abū Sufyān ibn Harb zurückführen, und den ab 685 herrschenden Marwāniden, den Nachkommen von Marwān ibn al-Hakam.
Die Ermordung des dritten Kalifen Uthman führte zum ersten Bürgerkrieg der Muslime, in welchem verschiedene Gruppierungen gegen den vierten Kalifen Ali ibn Abi Talib kämpften. Als Sieger ging aus den Auseinandersetzungen der Kalif Muawiya hervor. Dieser stabilisierte das Reich und regierte es für 20 Jahre. Unter seiner Herrschaft kam es zu kriegerischen Auseinandersetzungen mit dem Oströmischen Reich. Muawiya designierte seinen Sohn als Nachfolger, es brach jedoch der zweite Bürgerkrieg aus, aus dem die umayyadische Linie der Marwaniden siegreich hervorging.

## Politische Geschichte

### Ursprünge der Dynastie
Wie die Banū Hāschim, der Clan des Propheten Mohammed, gehörten die Umayyaden zu den Nachkommen des Quraischiten ʿAbd Manāf ibn Qusaiy. Beide Familien führten sich jeweils auf einen von ʿAbd Manāfs Söhnen zurück, die Haschimiten auf Haschim und die Umayyaden auf ʿAbd Schams. Namensgeber der Umayyaden war ʿAbd Schams’ Sohn Umayya (Umayya ibn ʿAbd Scham).
Zu Beginn des 7. Jahrhunderts n. Chr. waren die Nachkommen Umayyas eine der einflussreichsten Familien Mekkas. In dieser Zeit begann Mohammed damit, seine neue Religion in der Stadt zu verkünden. Nachdem er im Jahr 622 mit seinen Anhängern nach Medina auswandern musste und es in der Folge zu militärischen Auseinandersetzungen zwischen den geflohenen Muslimen und Mekka kam, nahmen Mitglieder der Umayyadenfamilie führende Positionen auf Seiten der Mekkaner ein. Im späteren Verlauf der Kämpfe stand mit Abū Sufyān ibn Harb das Oberhaupt des Klans an der Spitze der mekkanischen Politik. Schlussendlich musste dieser sich jedoch Mohammed geschlagen geben und konvertierte noch kurz vor der Einnahme Mekkas durch die muslimischen Truppen im Jahr 630 selbst zum Islam.
Dieser Seitenwechsel gereichte den Umayyaden letztlich zum Vorteil, da sie auch in dem nun entstandenen islamischen Staat eine wichtige Rolle spielten. So diente beispielsweise Muʿāwiya I., ein Sohn Abu Sufyans, einige Jahre als Mohammeds Sekretär. Nach dem Tod des Propheten nahm er an den Feldzügen gegen das Oströmische Reich teil, die das Ende der Spätantike im östlichen Mittelmeerraum einleiteten. Er wurde im Jahr 639 mit dem Posten des Statthalters von Syrien belohnt. Im Jahr 644 wurde mit Uthman ibn Affan sogar ein Mitglied des Umayyadenklans zum Kalifen gewählt. Uthman zählte im Gegensatz zum Rest seiner Familie zu den frühsten Unterstützern Mohammeds und war bereits 622 bei der Auswanderung von Mekka dabei gewesen. Bei der Vergabe einflussreicher Posten im Reich begünstigte er in hohem Maße seine eigenen Verwandten, sodass sich bald eine Opposition gegen seine Herrschaft bildete.

### Herrschaft der Sufyāniden (660–683)

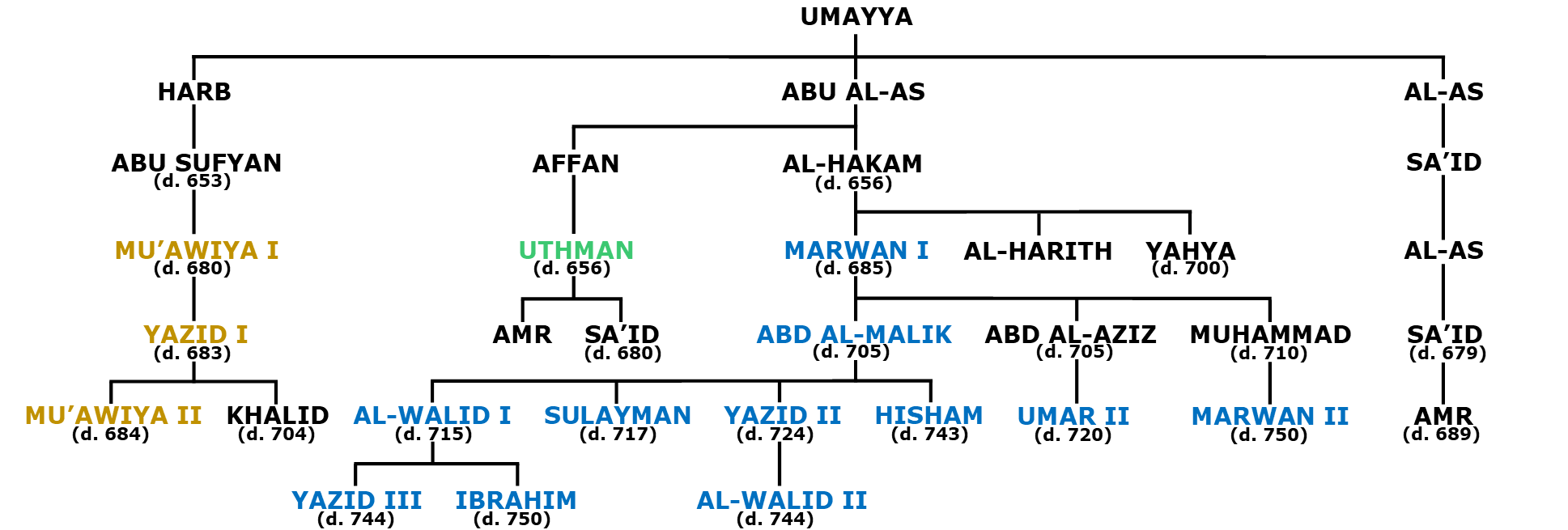
Stammbaum der Umaiyaden-Familie mit den beiden Zweigen der Sufyāniden (gelb) und Marwāniden (blau)

Im Jahr 656 wurde Uthman in Medina ermordet und ʿAlī ibn Abī Tālib, der Vetter und Schwiegersohn des Propheten, zum neuen Kalifen erhoben. Allerdings wurde er nicht von allen Muslimen anerkannt. Die Herrschaft streitig machte ihm neben weiteren Prophetengefährten auch Muʿāwiya, der sich im Jahr 660 im syrischen Damaskus ebenfalls zum Kalifen ausrufen ließ. Damit war die muslimische Gemeinschaft (die Umma) erstmals gespalten. Die Folge war die erste Fitna, der erste Bürgerkrieg des islamischen Staates. Muʿāwiya konnte sich während der ersten Fitna vor allem auf die Loyalität der syrischen, ihm untergebenen Stämme stützen, die den Umayyaden auch in den folgenden Jahrzehnten treu blieben. Gemäß Tabari trat Muʿāwiya in Damaskus als Bluträcher Uthmans hervor, indem er dessen von Blut getränktes Oberteil öffentlich gezeigt habe. Er verbündete sich mit ‘Amr b. al-‘As, dem Statthalter Ägyptens, und zog gegen Ali. Es kam zur Schlacht bei Siffin, welche unentschieden ausging und dem anschließenden Schiedsgericht. Letzteres bewirkte, dass Anhänger von Ali abfielen. Muʿāwiya I. konnte nach Alis Ermordung durch die Charidschiten (661) seine Herrschaft unter den Muslimen durchsetzen, in dem er Alis Sohn Hasan die Herrschaft abkaufte, und die Dynastie der Umayyaden begründen.
Nach dem Tod Muawiyas brachen unter seinem Nachfolger Yazid I. (680–683) mehrere Aufstände gegen die Umayyaden aus. Husain, der zweite Sohn Alis und Enkel Mohammeds, nutzte die Situation und zog gegen Yazid zu Felde. Er wurde jedoch in der Schlacht von Kerbela (680) getötet, ebenso wurde seine Familie getötet. Dieser Akt wurde Anlass für das schiitische Trauerfest Aschura. Trotz dieses umayyadischen Sieges konnte sich die Opposition vor allem im Hedschas um Mekka weiter behaupten, wo Abdallah b. az-Zubair, der Sohn des in der Kamelschlacht getöteten Gegners Alis, ein eigenständiges Kalifat ausrief.

### Umayyadischer Existenzkampf und Thronfolgewirren (683–685)
Im Jahr 682 vertrieb ʿAbdallāh ibn az-Zubair die Umayyaden aus dem Hedschas. Yazid sandte im Folgejahr eine Armee aus, um die verlorengegangenen Gebiete zurückzuerobern. Diese besiegte die Aufständischen und belagerte Mekka. Nach dem Tod Yazids im selben Jahr zog sich diese Armee jedoch nach Syrien zurück. Nachdem 684 auch Yazids Sohn und Nachfolger Muʿāwiya II. gestorben war, erhielt Ibn az-Zubair unter den Muslimen immer mehr Unterstützung, auch mehrere Stammesfürsten in Syrien und Palästina stellten sich auf seine Seite, darunter Zufar ibn al-Hārith, der Führer des Stammesverband der Qais im Militärbezirk von Qinnasrīn, der den dortigen umayyadischen Statthalter vertrieb. Mehrere Umayyaden, darunter Marwān ibn al-Hakam, die nicht mehr daran glaubten, dass ihre Familie ihre Macht erhalten könnte, machten sich auf den Weg in den Hedschas, um ebenfalls Ibn az-Zubair zu huldigen. Az-Zubayr gelang es jedoch angesichts von Auflösungserscheinungen an den Rändern des islamischen Machtbereichs nicht, seine Herrschaft vollständig zu konsolidieren.
Allein durch die Intervention des früheren umayyadischen Statthalters im Irak, ʿUbaidullāh ibn Ziyād, sowie des kalbitischen Stammesführers Hassān ibn Mālik Ibn Bahdal, der mit den Umayyaden verwandt war, wurde die Machtposition der Umayyaden gerettet. ʿUbaidullāh drängte Marwān, sich selbst um das Kalifat zu bewerben, da er als Sayyid aus der Nachkommenschaft des ʿAbd Manāf mehr Anspruch darauf habe als Ibn az-Zubair. Er kehrte daraufhin wieder um. Ibn Bahdal rief einige Wochen später in al-Dschābiya einen Kongress der syrischen Militärführer zusammen, bei dem Marwān zum neuen Kalifen ausgerufen wurde.

### Herrschaft der Marwāniden (685–750)

Die unter al-Walid I. umgebaute Johannes-Basilika, die Umayyaden-Moschee von Damaskus

Marwān starb schon ein Jahr nach seiner Herrschaftsübernahme an der Pest. Sein Sohn Abd al-Malik (685–705), der nach seinem Tod zum Kalifen erhoben wurde, konnte in den nächsten Jahren jedoch fast alle Gegner der Umayyaden in Syrien und im Irak beseitigen und 692 auch den Kampf mit ʿAbdallāh ibn az-Zubair erfolgreich für sich entscheiden. Fast alle der nachfolgenden umayyadischen Kalifen waren Söhne bzw. Nachkommen von ʿAbd al-Malik.
Nach der Beendigung des Bürgerkriegs begann erneut eine Zeit großer Eroberungen. So wurden im Osten das Indusgebiet (711) und Transoxanien (712) besetzt. Im Westen wurde bis 709 der Widerstand der Berber gebrochen und der Maghreb unterworfen. Schon 711 wurde das Westgotenreich auf der Iberischen Halbinsel erobert und erfolgten Raubzüge in das Frankenreich bis nach Südfrankreich. Die Vorstöße ins Frankenreich wurden aber 732 vom fränkischen Hausmeier, dem Karolinger Karl Martell, aufgehalten – was nicht zuletzt sicherlich auch an den großen Streitigkeiten bzgl. der Kalifenfrage innerhalb des muslimischen Lagers lag. In den nächsten Jahrzehnten wurden die Muslime über die Pyrenäen nach Süden abgedrängt. Auch Byzanz konnte trotz mehrerer Feldzüge und den Belagerungen von Konstantinopel (674–678, 717–718) nicht entscheidend geschlagen werden. Ebenso blieben mehrere Feldzüge gegen die Chasaren nördlich des Kaukasus weitgehend erfolglos.
Seit 718 hatten sich unterdessen schiitische, persische und andere muslimische Gruppen um die Abbasiden geschart, die Nachfahren von Muhammads Onkel Abbas. Diese vertraten die These, dass nur Männer aus dem Zweig dieses Onkels das Amt des Kalifen ausüben konnten. Da die Umayyaden diese verwandtschaftliche Legitimation nicht besaßen, versuchten sie die abbasidische Propaganda zu unterbinden. Dennoch gelang in den vierziger Jahren des 8. Jahrhunderts die Unterwanderung des Kalifats durch die Anhänger der Abbasiden, als unter den Umayyaden heftige Machtkämpfe ausbrachen. Außerdem wurde die herrschende Dynastie zunehmend durch heftige Rivalitäten zwischen den arabischen Stammesfraktionen geschwächt. Der 747 im Ostiran ausbrechenden Aufstand des Abu Muslim konnte von den Umayyaden deshalb nicht mehr erfolgreich bekämpft werden. 750 wurden diese unter Marwan II. von den Abbasiden im Nordirak am Großen Zab vernichtend geschlagen. In der Folgezeit wurden die Umayyaden im Orient von den Abbasiden endgültig besiegt.

### Emirat und Kalifat von Córdoba
Einem Umayyadenprinzen gelang die Flucht in den Maghreb und von dort weiter nach al-Andalus, wo er 756 als Abd ar-Rahman I. das Emirat von Córdoba errichtete. 929 erhob sich dort Abd ar-Rahman III. zum Kalifen. Das Kalifat von Córdoba hatte bis zum Jahr 1031 Bestand. Mit seinem Ende erlosch auch die Dynastie der Umayyaden endgültig.

## Rezeptionsgeschichte

### Zeitgenössische Quellen und Darstellungen der Umayyadenzeit
Wichtige Quellen für die Umayyadenzeit sind die Universalgeschichten von al-Ya'qubi, at-Tabari und Ibn al-Maqdisi. Regionale Geschichtsschreibung findet sich bei Ibn A'tham, al-Waqidi und al-Baladhuri sowie bei al-Adi Ibn Habib und Ibn abd-al-Hakam. Hinzutreten die Bücher, die die Eroberungsverträge mit unterworfenen Gruppierungen auflisten.
Ein Wandel des Bildes der Umayyaden und damit des Konfliktes zwischen ʿAlī und Muʿāwiya trat in der abbasidischen Zeit ein. Die Abbasiden waren daran interessiert, den Umayyaden das Recht auf Herrschaft abzusprechen, da ihre eigene Legitimationsgrundlage der Forderung entsprang, die Herrschaft gebühre alleine einem Nachfahren des Hāschim, des Urgroßvaters des Propheten. Insofern war ein Großteil der Geschichtsschreibung unter den Abbasiden an die herrschende Doktrin angepasst und begründete das negative Urteil über die Umayyaden. Ein wesentlicher Anteil kam hierbei der abbasidischen Hofgeschichtsschreibung zu, zum Beispiel dem Werke Ibn Isḥāqs. Dennoch bestanden auch unabhängige oder umayyadenfreundliche Überlieferungen teilweise fort. Letztere finden sich zum Beispiel bei al-Balādhurī (gest. Ende 9. Jahrhundert). Ṭabarī (839–923) scheint ebenfalls die Umayyaden nicht gezielt negativ zu bewerten.
Bedeutend für die weitere Entwicklung wurde die Festschreibung des sunnitischen Kanons an Lehrmeinungen im Verlauf des 9. Jahrhunderts durch die Herausbildung der sunnitischen Rechtsschulen, insbesondere das Konzept der vier rechtgeleiteten Kalifen ist hierbei relevant. Das Konzept der vier rechtgeleiteten Kalifen geht von der Unfehlbarkeit ihrer Handlungen aus. Beispielhaft lässt sich dieses Urteil an einem Zitat Ahmad ibn Hanbals zeigen: „Der beste (khayr) nach dem Propheten ist Abuu Bakr, dann Umar dann Utman, dann Ali […] Nach diesen vier sind die Gefährten des Gesandten Gottes die besten der Menschen. Keiner darf ihre schlechten Eigenschaften erwähnen, noch irgendeinen von ihnen irgendeiner Schändlichkeit oder eines Mangels beschuldigen.“ Eine solche dogmatische Festlegung der rechtgeleiteten Kalifen und ihre Unkritisierbarkeit, musste, zusammen mit dem anti-umayyadischen Trend der abbasidischen Geschichtsschreibung, ein Dogma erschaffen, das seine Wirkmächtigkeit über Jahrhunderte nicht verfehlte.
Das negative Bild der Umayyaden und die Porträtierung ʿAlīs als eines der rechtgeleiteten Kalifen blieb in der Folge weitgehender Konsens im Geschichtsbild der Muslime. Einen gewissen Einschnitt hierbei stellte Ende zufolge der Fall des abbasidischen Kalifats (1258) dar.
Im Gegensatz hierzu spiegelt al-Maqrīzīs (1364–1442) Werk über den Konflikt zwischen Hāschimiten und Umayyaden die klassische sunnitische Bewertung wider, wie sie bis in das 19. Jahrhundert allgemein verankert blieb. Al-Maqrīzī rückt auch ganz das spätere Kalifat der Abbasiden in den Vordergrund und bewertet die Kämpfe der islamischen Frühzeit als Auseinandersetzung nicht etwa der Partei ʿAlīs und der Umayyaden, sondern der größeren ahl al-bayt des Propheten, also der Haschimiten.

### Moderne Beurteilung
Anfang des 20. Jahrhunderts kam es in Syrien und im Irak mehrfach zu Kontroversen über die historische Beurteilung der Umayyaden. Die erste Kontroverse dieser Art fand 1905 zwischen den beiden arabischen Intellektuellen Rafīq Bey al-ʿAzm (1865–1925) und Dschurdschī Zaidān (1861–1914) statt. Ausgangspunkt dieser Kontroverse, die in einem später veröffentlichten Briefwechsel ausgetragen wurde, war die Darstellung des Umayyadenreiches in Dschurdschī Zaidāns „Geschichte der islamischen Zivilisation“ als eines hauptsächlich auf tribale ʿAsabīya und arabischen Chauvinismus gegründeten Staates. Al-ʿAzm kritisierte, dass Zaidān in seinem Werk ausschließlich die üblen Seiten der Umayyaden zusammengetragen habe, und verteidigte die Dynastie damit, dass die ʿAsabīya ein Erbteil des Beduinentums gewesen sei, das erst durch die Festigung des Islams nach der Vermischung der Araber mit anderen Völkern beseitigt werden konnte. Zaidān hielt dem entgegen, dass die Rechtgeleiteten Kalifen, die noch tiefer in der Kultur der Beduinen verwurzelt waren als die Umayyaden, schon vorher deren Rohheit und Ungeschliffenheit abgelegt hätten.
Im Irak löste im Jahre 1927 ein Buch des libanesischen Geschichtsdozenten Anīs an-Nusūlī (1902–1957) über den syrischen Umayyadenstaat eine innenpolitische Krise aus. An-Nusūlī, der damals am Lehrerbildungsinstitut in Bagdad tätig war, hatte in seinem Buch die Umayyaden sehr positiv dargestellt und das politische Verhalten von Personen wie ʿAlī, Muʿāwiya, al-Husain ibn ʿAlī, Yazīd und al-Haddschādsch ibn Yūsuf nach Gesichtspunkten der Realpolitik und Staatsräson beurteilt. Schiitische Kreise im Irak meinten aber, dass er mit seinem Buch die politischen Fähigkeiten ʿAlīs herabgesetzt und vor allem seinen Sohn al-Husain beleidigt habe. Delegationen aus al-Kazimiyya, Nadschaf und Kerbela verlangten vom König die Einziehung des Buches und die Entlassung an-Nusūlīs. Als diese erfolgte, veranstalteten Schüler verschiedener Schulen und Bildungsanstalten, die die von der irakischen Verfassung garantierte Gedankenfreiheit bedroht sahen, Demonstrationen vor dem Erziehungsministerium, bei denen es zu Zusammenstößen mit Polizei und Feuerwehr kam. Drei syrische Kollegen an-Nusūlīs, die sich an diesen Protesten beteiligt hatten, wurden daraufhin ebenfalls entlassen, die an den Demonstrationen beteiligten Schüler wurden vom Schulunterricht ausgeschlossen. Da ein Großteil der Schüler diese Relegierung als ungerecht empfand, folgten weitere Kundgebungen.
Der „Fall an-Nusūlī“ beschäftigte noch mehrere Monate Regierung, Parlament und Presse im Irak. Ein schiitischer Gelehrter, Muhammad Mahdī al-Kāzimī, verfasste eine Gegenschrift zu an-Nusūlīs Buch mit dem Titel: „Das Reich des verfluchten Baumes, oder das Zeitalter der Tyrannei der Umayyaden gegen die Aliden“ (Daulat aš-šaǧara al-malʿūna, au daur ẓulm banī Umayya ʿalā l-ʿAlawīyīn). Bei der Wahl des Titels griff er auf ein altes schiitisches Konzept zurück, wonach der im Koran mehrfach (z. B. Sure 17:60) genannte „verfluchte Baum“ ein Sinnbild für die Umayyaden ist.
Ein großer Bewunderer der Umayyaden war auch der syrische Gelehrte Muhammad Kurd ʿAlī (1876–1953). Er hielt im Dezember 1939 in der Syrischen Universität von Damaskus einen Vortrag, in dem er den Beitrag der Umayyaden zur zivilisatorischen Entwicklung, der Entstehung eines arabischen Nationalbewusstsein und zur Expansion der arabischen Herrschaft hervorhob.

## Herrscher der Umayyaden
| Die umayyadischen Kalifen von Damaskus | Die umayyadischen Kalifen von Damaskus | Die umayyadischen Kalifen von Damaskus | Die umayyadischen Kalifen von Damaskus |
| 661–750                                | 661–750                                | 661–750                                | 661–750                                |
| Name                                   | von                                    |                                        | bis                                    |
| -------------------------------------- | -------------------------------------- | -------------------------------------- | -------------------------------------- |
| Muʿāwiya I.                            | 661                                    | –                                      | 680                                    |
| Yazid I.                               | 680                                    | –                                      | 683                                    |
| Muʿāwiya II.                           | 683                                    | –                                      | 684                                    |
| Marwan I.                              | 684                                    | –                                      | 685                                    |
| Abd al-Malik                           | 685                                    | –                                      | 705                                    |
| al-Walid I.                            | 705                                    | –                                      | 715                                    |
| Sulayman                               | 715                                    | –                                      | 717                                    |
| Umar Ibn Abd al-Aziz                   | 717                                    | –                                      | 720                                    |
| Yazid II.                              | 720                                    | –                                      | 724                                    |
| Hischām                                | 724                                    | –                                      | 743                                    |
| al-Walid II.                           | 743                                    | –                                      | 744                                    |
| Yazid III.                             | 744                                    |                                        |                                        |
| Ibrahim                                | 744                                    | –                                      | 745                                    |
| Marwan II.                             | 745                                    | –                                      | 750                                    |

| Die umayyadischen Emire von Córdoba | Die umayyadischen Emire von Córdoba | Die umayyadischen Emire von Córdoba | Die umayyadischen Emire von Córdoba |
| 756–929                             | 756–929                             | 756–929                             | 756–929                             |
| Name                                | von                                 |                                     | bis                                 |
| ----------------------------------- | ----------------------------------- | ----------------------------------- | ----------------------------------- |
| Abd ar-Rahman I.                    | 756                                 | –                                   | 788                                 |
| Hischam I.                          | 788                                 | –                                   | 796                                 |
| al-Hakam I.                         | 796                                 | –                                   | 822                                 |
| Abd ar-Rahman II.                   | 822                                 | –                                   | 852                                 |
| Muhammad I.                         | 852                                 | –                                   | 886                                 |
| al-Mundir                           | 886                                 | –                                   | 888                                 |
| Abdallah ibn Muhammad               | 888                                 | –                                   | 912                                 |
| Abd ar-Rahman III.                  | 912                                 | –                                   | 929                                 |

| Das umayyadische Kalifat von Córdoba | Das umayyadische Kalifat von Córdoba | Das umayyadische Kalifat von Córdoba | Das umayyadische Kalifat von Córdoba | Das umayyadische Kalifat von Córdoba |
| 929–1031                             | 929–1031                             | 929–1031                             | 929–1031                             | 929–1031                             |
| Name                                 | von                                  |                                      | bis                                  |                                      |
| ------------------------------------ | ------------------------------------ | ------------------------------------ | ------------------------------------ | ------------------------------------ |
| Abd ar-Rahman III.                   | 0929                                 | –                                    | 0961                                 |                                      |
| al-Hakam II.                         | 0961                                 | –                                    | 0976                                 |                                      |
| Hischam II.                          | 0976                                 | –                                    | 1009                                 |                                      |
| Muhammad II. al-Mahdi                | 1009                                 |                                      |                                      |                                      |
| Sulaiman al-Mustain                  | 1009                                 | –                                    | 1010                                 |                                      |
| Muhammad II. al-Mahdi                | 1010                                 |                                      |                                      | erneut                               |
| Hischam II.                          | 1010                                 | –                                    | 1013                                 | erneut                               |
| Sulaiman al-Mustain                  | 1013                                 | –                                    | 1016                                 | erneut                               |
| Ali ibn Hammud an-Nasir*             | 1016                                 | –                                    | 1018                                 |                                      |
| Abd ar-Rahman IV.                    | 1018                                 |                                      |                                      |                                      |
| al-Qasim al-Ma'mun*                  | 1018                                 | –                                    | 1021                                 |                                      |
| Yahya al-Mutali*                     | 1021                                 | –                                    | 1023                                 |                                      |
| Abd ar-Rahman V.                     | 1023                                 | –                                    | 1024                                 |                                      |
| Muhammad III.                        | 1024                                 | –                                    | 1025                                 |                                      |
| Yahya al-Mutali*                     | 1025                                 | –                                    | 1026                                 | erneut                               |
| Hischam III.                         | 1026                                 | –                                    | 1031                                 |                                      |
| * Kalifen anderer Dynastien          |                                      |                                      |                                      |                                      |